# Německá fotbalová Bundesliga 2011/2012
Soutěžní ročník Německá fotbalová Bundesliga 2011/12 byl 49. ročníkem nejvyšší německé fotbalové ligy zvané Fußball-Bundesliga. Soutěž byla započata 5. srpna 2011 a poslední kolo bylo na programu 5. května 2012. Soutěže se účastnilo celkem 18 týmů. Šestnáct jich postoupilo z minulého ročníku a spadnuvší týmy nahradily 2 nové ze 2. Fußball-Bundesligy.
Obhájcem ze sezony 2010/11 byla BV Borussia Dortmund. Zpočátku soutěže se jí však nedařilo a obhajoba byla v nedohlednu. V průběhu ročníku se však dostala na přední pozice a v závěru přešla do čela. Po jarním duelu s FC Bayern Mnichov, který Borussia v Allianz Areně vyhrála 1-0, pak získala rozhodující náskok a titul z Bundesligy obhájila. Získala tak již 8. titul z této soutěže.
Týden po skončení soutěže (12. května 2012) se dva nejlepší ligové týmy – BV Borussia Dortmund a FC Bayern Mnichov, utkaly ve finále domácího poháru DFB-Pokal. Šanci na domácí double vestfálský klub z Dortmundu využil beze zbytku a zvítězil vysoko 5-2. Hattrickem se blýskl Robert Lewandowski.

## Složení ligy v ročníku 2011/2012
Hertha BSC Berlin a FC Augsburg postoupili jako vítěz a druhý tým ze 2. ligy do Bundesligy, kde nahradili FC St. Pauli a Eintracht Frankfurt, kteří skončili na 17. a 18. místě sezony 2010/11 a sestoupili tak do Druhé Bundesligy. Borussia Mönchengladbach, která skončila na 16. místě musela sehrát Národní baráž se 3. týmem 2. ligy VfL Bochum. Ve dvojzápase byla úspěšná (1-1, 1-0) a udržela si svou prvoligovou příslušnost.

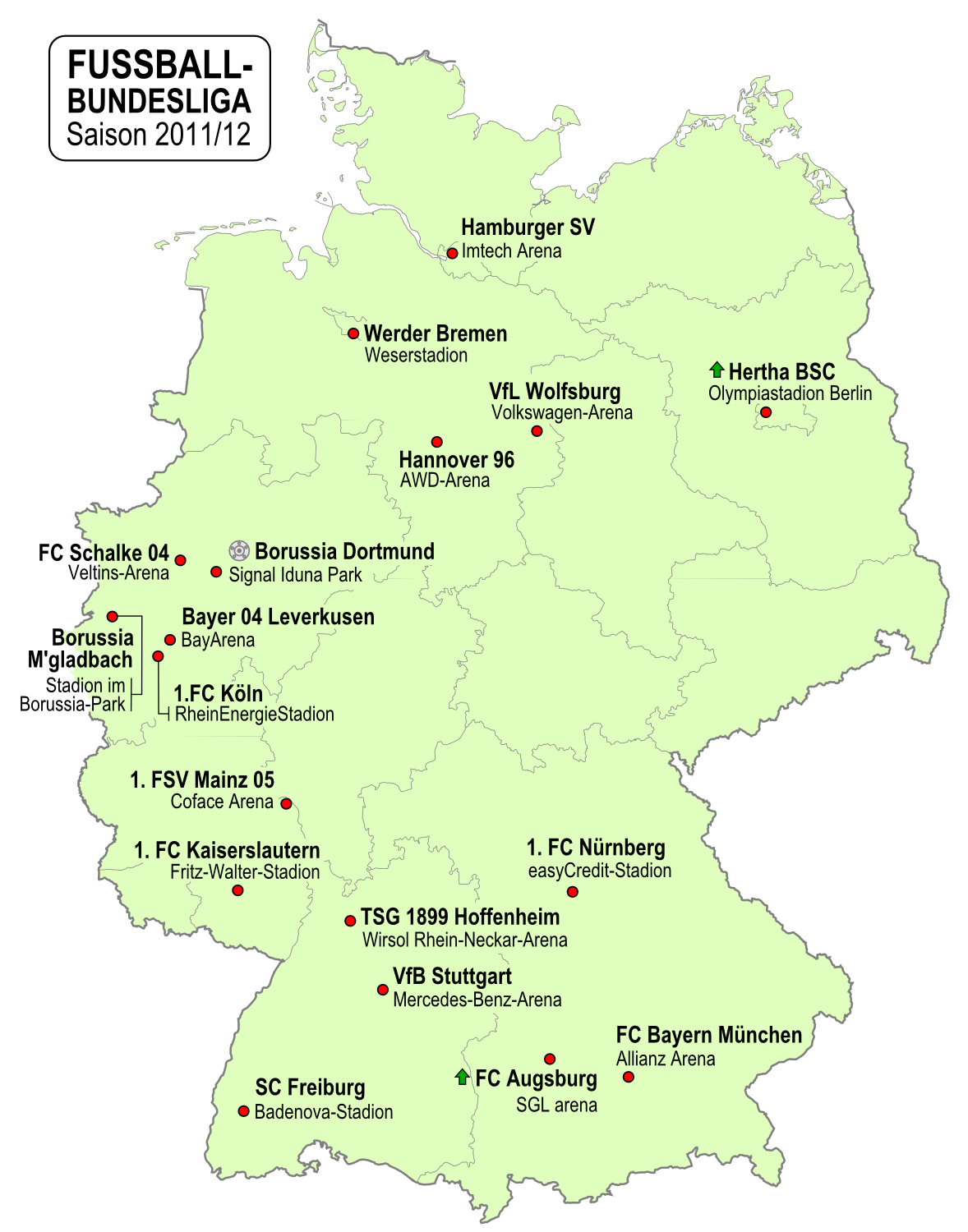
Rozmístění klubů 1. Fussball-Bundesligy 2011/12.

| Klub                     | 2010/11          | Město           | Stadión              |
| ------------------------ | ---------------- | --------------- | -------------------- |
| FC Augsburg              | 2. liga          | Augsburg        | SGL Arena            |
| Bayer 04 Leverkusen      | Stříbrná medaile | Leverkusen      | BayArena             |
| FC Bayern Mnichov        | Bronzová medaile | Mnichov         | Allianz Arena        |
| BV Borussia Dortmund     | Zlatá medaile    | Dortmund        | Signal Iduna Park    |
| Borussia Mönchengladbach | 16.              | Mönchengladbach | Borussia Park        |
| SC Freiburg              | 9.               | Freiburg        | Badenova-Stadion     |
| Hamburger SV             | 8.               | Hamburk         | HSH Nordbank Arena   |
| Hannover 96              | 4.               | Hannover        | AWD-Arena            |
| Hertha BSC Berlin        | 2. liga          | Berlín          | Olympiastadion       |
| TSG 1899 Hoffenheim      | 11.              | Sinsheim        | Rhein-Neckar-Arena   |
| 1. FC Kaiserslautern     | 7.               | Kaiserslautern  | Fritz Walter Stadion |
| 1. FC Köln               | 10.              | Kolín nad Rýnem | Köln Arena           |
| 1. FSV Mainz 05          | 5.               | Mohuč           | Coface Arena         |
| 1. FC Norimberk          | 6.               | Norimberk       | Grundig Stadion      |
| FC Schalke 04            | 14.              | Gelsenkirchen   | Veltins-Arena        |
| VfB Stuttgart            | 12.              | Stuttgart       | Mercedes-Benz Arena  |
| SV Werder Bremen         | 13.              | Brémy           | Weserstadion         |
| VfL Wolfsburg            | 15.              | Wolfsburg       | Volkswagen Arena     |

## Tabulka
Aktuální k 5. květnu 2012
| Poř. | Tým                      | Z  | V  | R  | P  | VG | OG | B  |
| ---- | ------------------------ | -- | -- | -- | -- | -- | -- | -- |
| 1.   | BV Borussia Dortmund     | 34 | 25 | 6  | 3  | 80 | 25 | 81 |
| 2.   | FC Bayern Mnichov        | 34 | 23 | 4  | 7  | 77 | 22 | 73 |
| 3.   | FC Schalke 04            | 34 | 20 | 4  | 10 | 74 | 44 | 64 |
| 4.   | Borussia Mönchengladbach | 34 | 17 | 9  | 8  | 49 | 24 | 60 |
| 5.   | Bayer 04 Leverkusen      | 34 | 15 | 9  | 10 | 52 | 44 | 54 |
| 6.   | VfB Stuttgart            | 34 | 15 | 8  | 11 | 63 | 46 | 53 |
| 7.   | Hannover 96 1            | 34 | 12 | 12 | 10 | 41 | 45 | 48 |
| 8.   | VfL Wolfsburg            | 34 | 13 | 5  | 16 | 47 | 60 | 44 |
| 9.   | SV Werder Bremen         | 34 | 11 | 9  | 14 | 49 | 58 | 42 |
| 10.  | 1. FC Norimberk          | 34 | 12 | 6  | 16 | 38 | 49 | 42 |
| 11.  | TSG 1899 Hoffenheim      | 34 | 10 | 11 | 13 | 41 | 47 | 41 |
| 12.  | SC Freiburg              | 34 | 10 | 10 | 14 | 45 | 61 | 40 |
| 13.  | 1. FSV Mainz 05          | 34 | 9  | 12 | 13 | 47 | 51 | 39 |
| 14.  | FC Augsburg              | 34 | 8  | 14 | 12 | 36 | 49 | 38 |
| 15.  | Hamburger SV             | 34 | 8  | 12 | 14 | 35 | 57 | 36 |
| 16.  | Hertha BSC Berlin 2      | 34 | 7  | 10 | 17 | 38 | 64 | 31 |
| 17.  | 1. FC Köln               | 34 | 8  | 6  | 20 | 39 | 75 | 30 |
| 18.  | 1. FC Kaiserslautern     | 34 | 4  | 11 | 19 | 24 | 54 | 23 |

Poznámky
- 1  Místo v evropských pohárech pro vítěze (finalistu) DFB-Pokal, v jehož finále se utkaly BV Borussia Dortmund a FC Bayern Mnichov, zůstalo nevyužito a přešlo na další místa tabulky.
- 2  Hertha BSC Berlin musela jako 16. tým Bundesligy odehrát barážové dvojutkání se 3. týmem 2. Bundesligy – Fortuna Düsseldorf. Dvojutkání skončilo výsledky 1-2, 2-2 a do příštího ročníku postoupila Fortuna Düsseldorf.

|  | Přímý postup do Ligy mistrů 2012/13              |
|  | Postup do Play-off Ligy mistrů 2012/13           |
|  | Přímý postup do Evropské Ligy UEFA 2012/13       |
|  | Postup do Play-off Evropské Ligy UEFA 2012/13    |
|  | Postup do 3. předkola Evropské Ligy UEFA 2012/13 |
|  | Baráž o postup do Fußball-Bundesligy             |
|  | Sestup do 2. Fußball-Bundesligy                  |

## Baráž o účast v 1. Bundeslize
Hertha BSC Berlin jako 16. tým soutěže sestoupil do baráže o účast v následujícím ročníku. Soupeřem se stala Fortuna Düsseldorf, čili 3. tým tabulky 2. Fußball-Bundesligy. Baráž se odehrála na dva duely, hrané vždy na jednom z domácích stadionů obou soupeřů.
V prvním utkání otevřel skóre Roman Hubník, ale soupeř skóre otočil a zvítězil 2-1. V odvetném utkání nedokázal berlínský klub odvrátit hrozbu sestupu a remízou 2-2 zpečetil nepovedenou sezonu. Fortuna Düsseldorf si zahraje příští ročník Bundesligy.
Během odvetného utkání došlo k fanouškovským nepokojům a několikrát musel rozhodčí utkání přerušit. Později bylo rozhodnuto, že utkání se opakovat nebude.

| První zápas 10. května 2012 | Hertha BSC Berlin | 1 - 2 | Fortuna Düsseldorf         | Olympiastadion Berlín, Berlín |  |  |
| 20:30 CET                   | Hubník 19'        |       | 64' Bröker 71' (vl.) Ramos | Diváci: 68.041                |  |  |
|                             |                   |       |                            |                               |  |  |

| Odveta 15. května 2012 | Fortuna Düsseldorf       | 2 - 2 (4 - 3 celkově) | Hertha BSC Berlin          | Esprit Arena, Düsseldorf |  |  |
| 20:30 CET              | Beister 1' Jovanović 59' |                       | Ben-Hatira 22' Raffael 85' | Diváci: 51.000           |  |  |
|                        |                          |                       |                            |                          |  |  |

## Střelecká listina

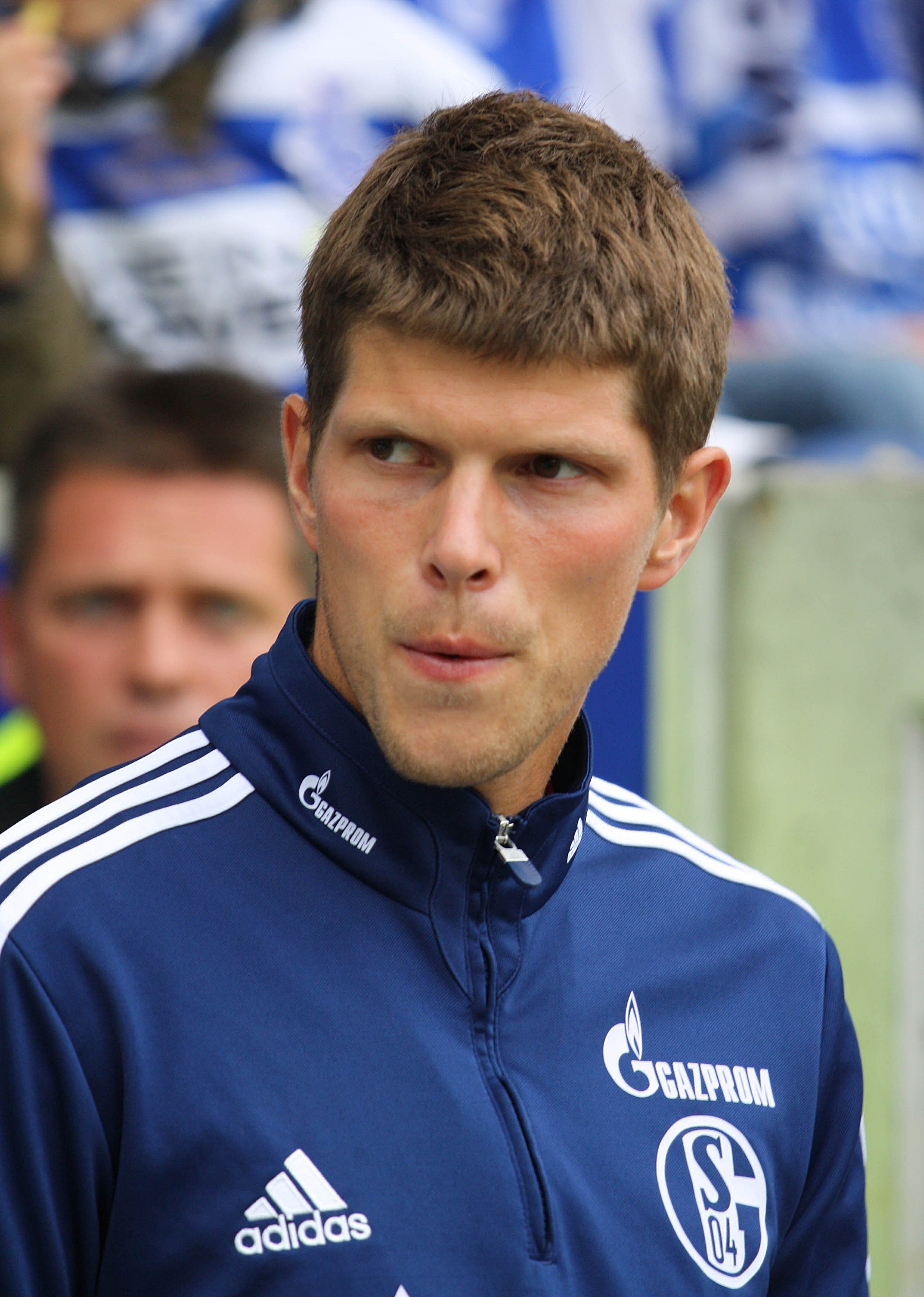
Nejlepší střelec Bundesligy 2011/12 - Klaas Jan Huntelaar.

Nejlepším střelcem tohoto ročníku Bundesligy se stalo nizozemský útočník Klaas Jan Huntelaar. Hráč FC Schalke 04 vstřelil 29 branek a vystřídal na trůnu Mario Gómeze, který v ročníku skončil na 2. místě s 26 brankami.
| P.  | Nár                 | Hráč                | Tým                                       | Branky |
| --- | ------------------- | ------------------- | ----------------------------------------- | ------ |
| 1.  | Nizozemsko          | Klaas Jan Huntelaar | FC Schalke 04                             | 29     |
| 2.  | Německo             | Mario Gómez         | FC Bayern Mnichov                         | 26     |
| 3.  | Polsko              | Robert Lewandowski  | BV Borussia Dortmund                      | 22     |
| 4.  | Peru                | Claudio Pizarro     | SV Werder Bremen                          | 18     |
| 4.  | Německo             | Lukas Podolski      | 1. FC Köln                                | 18     |
| 4.  | Německo             | Marco Reus          | Borussia Mönchengladbach                  | 18     |
| 7.  | Rakousko            | Martin Harnik       | VfB Stuttgart                             | 17     |
| 8.  | Německo             | Stefan Kießling     | Bayer 04 Leverkusen                       | 16     |
| 9.  | Španělsko           | Raúl                | FC Schalke 04                             | 15     |
| 10. | Bosna a Hercegovina | Vedad Ibišević      | TSG 1899 Hoffenheim (5) VfB Stuttgart (8) | 13     |
| 10. | Japonsko            | Šindži Kagawa       | BV Borussia Dortmund                      | 13     |

## Vítěz
| Fußball-Bundesliga 2011/12 BV Borussia Dortmund (8. titul) |